# Monofenestrata
De Monofenestrata zijn een groep pterosauriërs behorend tot de Breviquartossa.
In 2009 werd de pterosauriër Darwinopterus beschreven. Deze soort was nauw aan de Pterodactyloidea verwant en toonde een mengeling van basale eigenschappen in de romp en afgeleide kenmerken in de kop. Hij toonde dat een typisch pterodactyloïde kenmerk, de samenvloeiing van neusgat en fenestra antorbitalis tot één opening in de zijkant van de snuit, zich vroeg had ontwikkeld. Men had Darwinopterus basaal in de Pterodactyloidea kunnen plaatsen door de definitie daarvan wat op te rekken maar zijn status als "overgangsvorm" kwam beter tot zijn recht door een omvattende groep te benoemen. Daarom werd door Lü Junchang en David Unwin een klade Monofenestrata benoemd, van het Oudgrieks monos, "enkelvoudig", en het Latijn fenestra, "venster".
De Monofenestrata werden gedefinieerd als de groep omvattende Pterodactylus antiquus Soemmerring 1812 en alle soorten die een enkelvoudig zijvenster in de schedel hadden bestaande uit het neusgat en de fenestra antorbitalis, homoloog aan dat van Pterodactylus of afstammen van een voorouder die dat venster homoloog bezat. Zo'n definitie die op een apomorfie gebaseerd is, een nieuw geëvolueerde eigenschap, is altijd wat problematisch omdat het criterium wat nu wel en niet als een enkelvoudig zijvenster kan gelden, inherent vaag is.
Daarbij bleek uit latere vondsten dat verschillende groepen nog tussen Darwinopterus en de Pterodactyloidea ingeschoven zitten. Zo bestaan volgens een analyse van Brian Andres uit 2014 de Monofenestrata uit de Darwinoptera en de Pterodactyliformes en zijn ook de Anurognathidae monofenestraten. De Monofenestrata zijn de zustergroep van Sordes binnen de Pterodactylomorpha.